# Reserva de flora silvestre de Bowman´s Hill
El Reserva de flora silvestre de Bowman´s Hill en inglés: Bowman's Hill Wildflower Preserve es una reserva de naturaleza, arboreto y jardín botánico sin ánimo de lucro de unas 54 hectáreas (164 acres) de extensión que se encuentra en New Hope, Pensilvania. 
La reserva botánica está mantenida por una organización sin ánimo de lucro, "Bowman's Hill Wildflower Preserve Association Inc." gracias a un acuerdo con la "Pennsylvania Historical and Museum Commission" para llevar la administración de la reserva.
El código de identificación del Bowman's Hill Wildflower Preserve como miembro del "Botanic Gardens Conservation Internacional" (BGCI), así como las siglas de su herbario es BHWFP.

## Localización
Bowman's Hill Wildflower Preserve 1635 River Road P.O. Box 685 New Hope, Bucks county Pennsylvania PA 18938-0685 United States of America-Estados Unidos de América
Planos y vistas satelitales40°19′48.36″N 74°56′26.16″O / 40.3301000, -74.9406000.
Está abierto a diario al público excepto las mayores festividades. Se cobra una tarifa de entrada a los no socios.
- Promedio anual de lluvias: 1239 mm
- Altitud: 43.90 m s. n. m.

## Historia
La reserva fue establecida en 1934 en el interior del Washington Crossing Historic Park en el lugar donde el ejército de George Washington estuvo acampado durante la Guerra de Independencia de los Estados Unidos. 
Justo cinco millas al sur de la reserva, Washington y sus hombres cruzaron el río Delaware para luchar y ganar la Batalla de Trenton en 1776.

## Colecciones

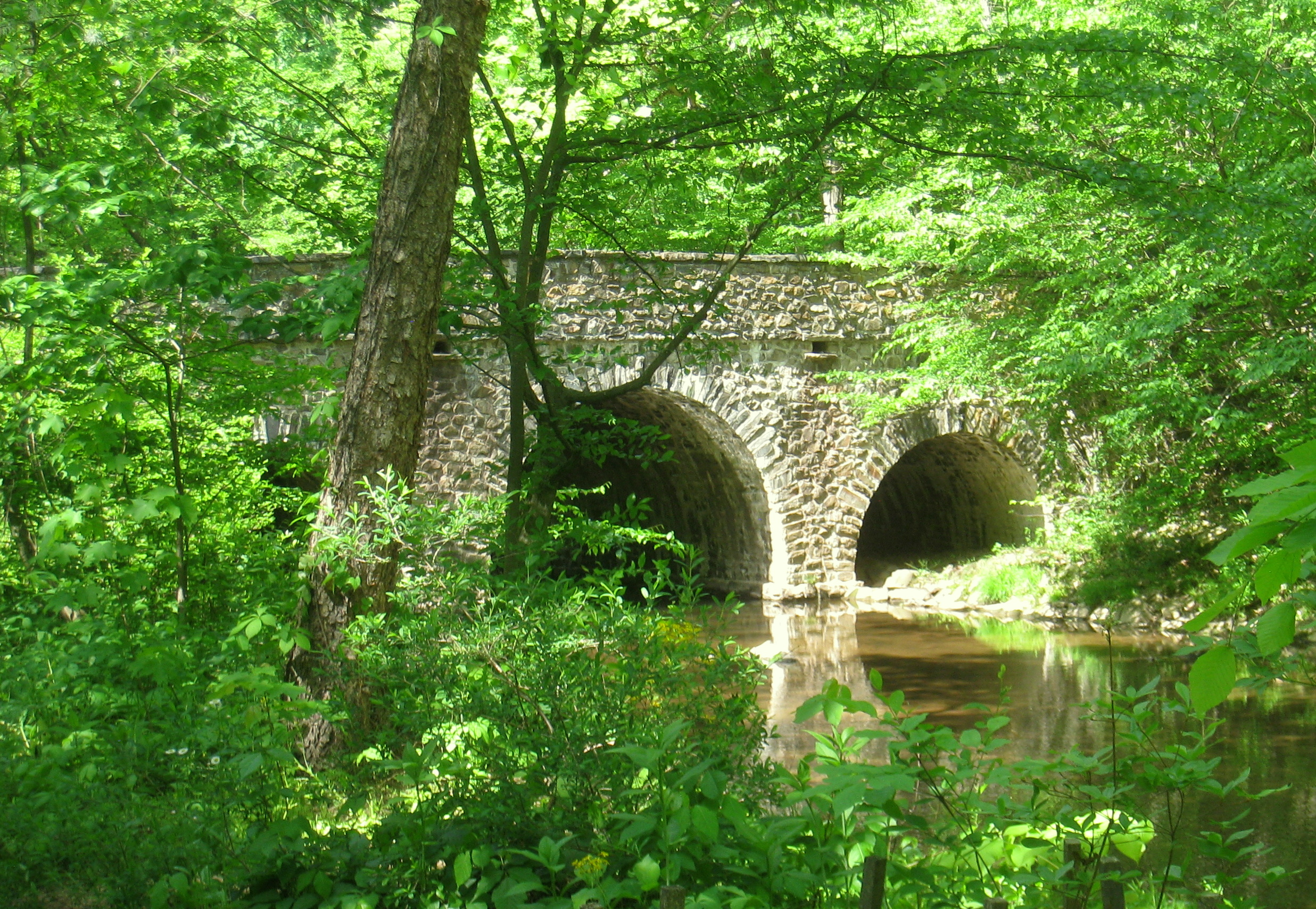
Un puente sobre el arroyo Pidcock, en el interior de "Bowman's Hill Wildflower Preserve".

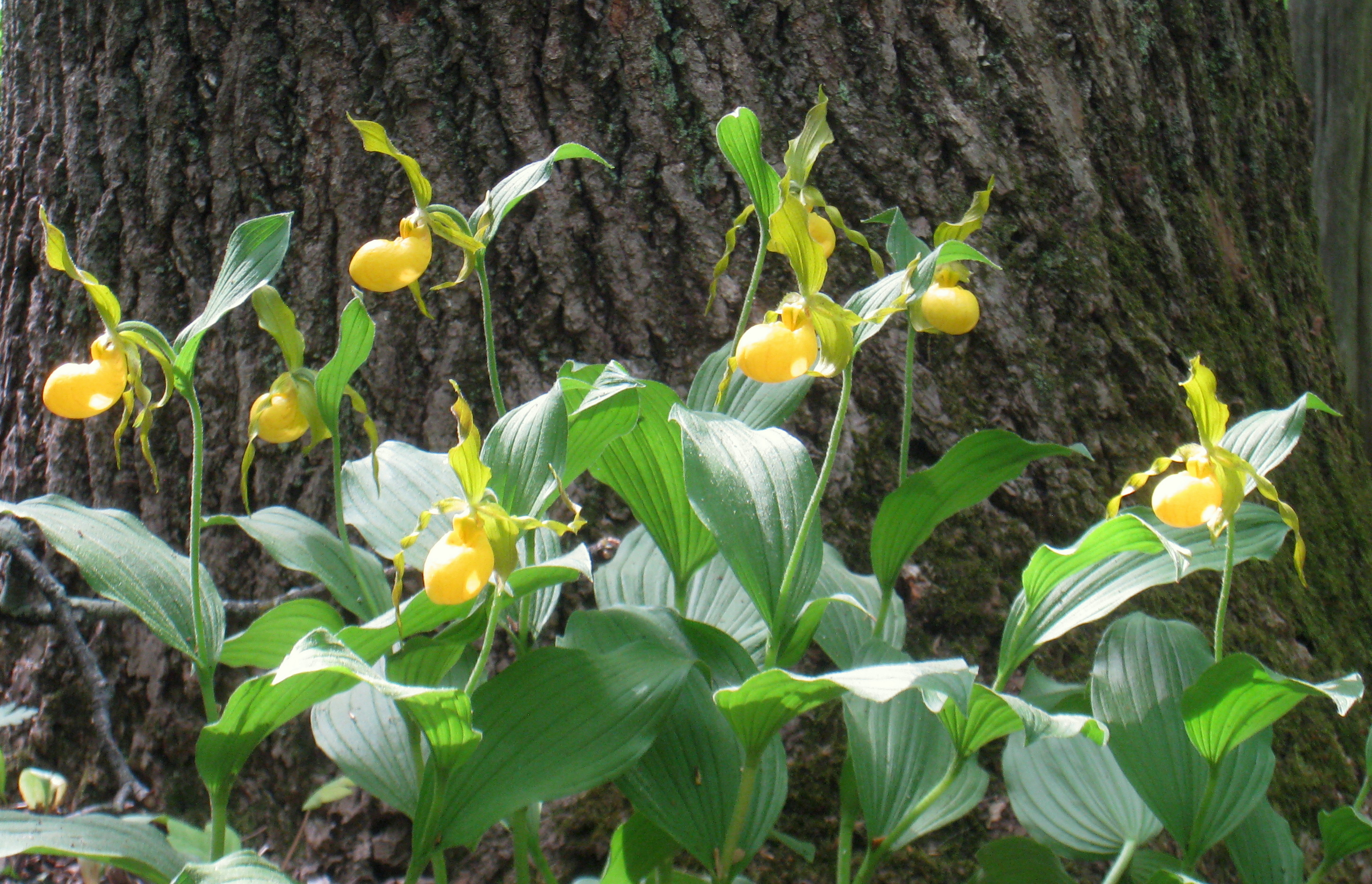
Orquídeas silvestres en "Bowman's Hill Wildflower Preserve".

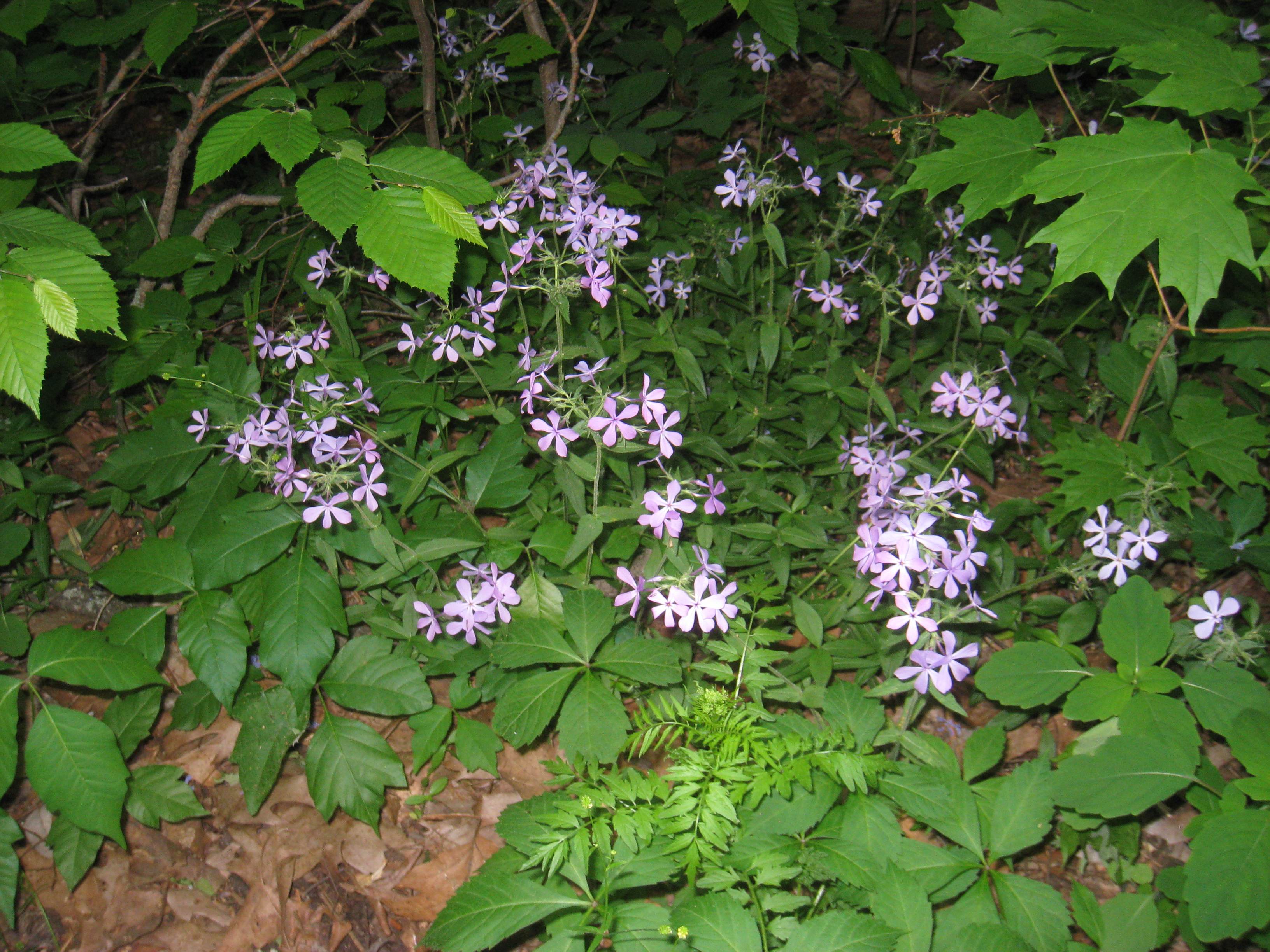
Flores silvestres en "Bowman's Hill Wildflower Preserve".

La reserva de naturaleza "Bowman's Hill Wildflower Preserve" (BHWP) presenta una extraordinaria diversidad de plantas nativas de Pensilvania y de la región del Delaware Valley. La Reserva se centra exclusivamente en las plantas nativas, a diferencia de los jardines botánicos que pueden incluir plantas indígenas en sus colecciones.
Actualmente, la reserva contiene cerca de 1.000 de las 2.000 especies de plantas nativas de Pensilvania, que crecen en un entorno naturalista de bosques, praderas, un estanque y el arroyo Pidcock, con alrededor de 2 ½ millas de senderos para caminar. 
Entre sus colecciones especiales :
Son de destacar por el número de representantes las familias, 
- Aspleniaceae,
- Asteraceae,
- Ericaceae,
- Fabaceae,
- Liliaceae,
- Rosaceae,

Y los géneros,
- Aster (23 spp., 24 taxones),
- Carex (28 spp., 28 taxones),
- Dryopteris (7 spp., 14 taxones),
- Quercus (17 spp., 18 taxones),
- Solidago (14 spp., 15 taxones),
- Viola (21 spp., 22 taxones).

La reserva es un excelente lugar para la observación de aves. El centro de visitantes incluye una colección de cerca de 100 aves de taxidermia, más de 200 nidos, alrededor de 600 huevos, todo este material donado en 1972 por el ornitólogo local, Charles Platt y se muestran en dioramas, vitrinas y paneles fotográficos.

## Misión
La meta fijada en el "Bowman's Hill Wildflower Preserve" es la llevar a la gente a una mayor apreciación de las plantas nativas, a la comprensión de su importancia para toda la vida, y de un compromiso con la preservación de un mundo natural saludable y diverso.